# Seu Lunga
Joaquim dos Santos Rodrigues (Caririaçu, 18 de agosto de 1927 – Barbalha, 22 de novembro de 2014), mais conhecido como Seu Lunga, foi um poeta, ourives e vendedor de sucata brasileiro, residente em Juazeiro do Norte.
Seu Lunga teve seu apelido presente em inúmeras piadas de cordel, sobre sua suposta falta de paciência às perguntas cotidianas. Porém, apesar de realmente não gostar de perguntas tolas, a fama de zangado o incomodava, afirmando que as histórias burlescas atribuídas a ele eram falsas.

## Biografia
Joaquim dos Santos Rodrigues nasceu no sítio Gravatá, em Caririaçu, mas viveu a infância com os pais e sete irmãos no município de Assaré. Recebeu o apelido por uma senhora, sua vizinha, que passou a chamá-lo de Calunga, que mais adiante se reduziu para Lunga. Com dezesseis anos de idade, foi morar em Juazeiro do Norte. Vendeu cereais e vegetais, como arroz e milho, próximo ao Mercado Central de Juazeiro. Casou-se em 1951 com Carmelita Rodrigues Camilo e tornou-se pai de treze filhos.
Seu Lunga era dono de uma sucata em Juazeiro, fundada nos anos 60, em que vendia de "tudo um pouco", desde televisão até frutas. Também praticava agropecuária em um sítio. Antes, trabalhou como ourives. Era muito bem considerado pela população.
Foi candidato a vereador de Juazeiro em 1988, obtendo 273 votos, pelo PMDB, ficando na 56ª posição.
Em 2009, deu entrevista ao jornal O Povo, informando que todas as histórias sobre ele contadas em cordéis, que depois fizeram sucesso na internet, eram mentiras: "Essa fama [de ignorante] me incomoda", declarou. Após uma ação judicial, um cordelista foi proibido de escrever sobre sua pessoa. Nesta mesma entrevista, entre risos, declamou algumas de suas poesias, as quais "são mais sobre mulher" (risos), conforme disse. Uma das declamadas foi a seguinte: "Quem me dera ser um pássaro, para no mundo voar / Eu ia para o oceano, depois  podia voltar / Mas ia cair em teus braços somente para consolar". Também apresentou linhas de outros temas, como o "discurso da criatura que morre, que deixa a vida material para a vida espiritual, fazendo uma despedida da vida eterna". Era devoto de Padre Cícero.
A religiosidade também foi inspiração para sua poesia: "Da terra divina graça/ Que se diz mimosa luz/ Só quem morreu na terra /Mas foi cravado na cruz/ Um homem que se chamava/ O menino Jesus". Sobre a vida na roça, escreveu: "Morava bem em Juazeiro, me transportei daqui e fui morar em Salgueiro. Lá existe uma fazenda que só existe vaqueiro. Existe também um boi, que é  um grande boi mandingueiro. Se eu pego meu cavalo, um cavalo muito ligeiro. Vou derribar o boi, cavalo, boi e vaqueiro".
A família, que guarda seu material poético, reitera o caráter fictício ou exagerado dos "causos", afirmando que Lunga possuía um perfil tranquilo e gentil.

## Morte
Faleceu em 22 de novembro de 2014, na cidade de Barbalha, interior do Ceará. Foi internado três dias antes do falecimento. Lunga tinha 87 anos e estava internado no Hospital São Vicente de Paulo, onde tratava de um câncer de esôfago.

## Homenagem
Em março de 2020, foi inaugurada uma estátua em sua homenagem, localizada na Praça do Socorro, Centro de Juazeiro do Norte, em frente à sua antiga residência. É retratado sentado em um banco.